# Гіоргі Мшвенієрадзе
Гіоргі Мшвенієрадзе (12 серпня 1960) — радянський ватерполіст.
Олімпійський чемпіон 1980 року, бронзовий призер 1988 року.
Чемпіон світу з водних видів спорту 1982 року, бронзовий призер 1986 року.
Чемпіон Європи з водного поло 1983, 1985, 1987 років.
Переможець літньої Універсіади 1985 року.